# Георги Дзивгов
Георги-Асен Димитров Дзивгов е български преводач, поет и дипломат.

## Биография
Роден е на 16 август 1903 г. в София в семейство на македонски преселници. Брат на публициста Крум-Александър Дзивгов. Завършва Френски колеж в София. Следва литература и философия в Швейцария и Париж.
От 30-те години до 1955 г. работи в Министерството на външните работи и изповеданията, включително в българските представителства в Париж, Милано, Анкара и Техеран. От 1936 до 1948 г. заема длъжността първи секретар на Министерството на външните работи, а от 1949 до 1955 г. е началник на отделение в министерството. Подготвя френските емисии на БТА в продължение на 15 години.
Първите му публикации са в списание „Сила“. Сътрудничи на списание „Златорог“. Още в младите си години публикува сборниците с поезия „Жицата на Клото“ (1925) и „Етюди“ (4 стихотворения и едно преводно – на Пол Валери, 1927). Превежда на френски български писатели - антологията „Poetes Bulgares“ („Български поети“, 1927), „Съвременни романисти и новелисти. Литературни щрихи“, „Тютюн“ на Димитър Димов, „Мисия в Момчилово“ на Андрей Гуляшки, „Разкази в таралежова кожа“ на Светослав Минков, сборник на П. К. Яворов, творби на Г. П. Стаматов, Стоян Загорчинов, стихотворения на Христо Смирненски, Никола Вапцаров, Никола Фурнаджиев и др. и от френски – Валери, Виктор Юго, Гийом Аполинер, Жан Кокто, Ги дьо Мопасан, Мишел Пеги, Алфред Жари, Луи Арагон, Жакомб, Пол Елюар, Микеланджело и др.
Умира на 18 февруари 1986 г. в София.

## Признание и отличия
Удостоен е с френската награда „Академически палми“ през 1982 г.